# UWFインターナショナル
UWFインターナショナル（ユー・ダブリュー・エフ・インターナショナル）は、かつて存在した日本のプロレス団体。正式名称はユニオン・オブ・プロフェッショナル・レスリング・フォース・インターナショナル。略称はUインター（ユー・インター）。

## 概要
1991年1月、選手会主体で再発足した第2次UWFであったが経営方式を巡って所属選手とフロントの対立が原因で解散したことで高田延彦が設立。5月10日、後楽園ホールで旗揚げ戦を開催。
高田をエースに据えて「プロレスこそ最強」を標榜してゲーリー・オブライトの発掘と躍進、トレバー・バービックの参戦、北尾光司の参戦、新日本プロレスとの合同興行「激突!!新日本プロレス対UWFインターナショナル全面戦争」など様々な仕掛けで人気を博していた。
しかし、後述するように他団体に対して常に挑発的なスタンスを取っていたため、他団体の選手からの批判が起きてファンが抱くマイナスイメージも少なく無く良くも悪くも数多くの話題を提供していた。

## 特色
第2次UWFから分かれたプロフェッショナルレスリング藤原組とリングスを比較するとUインターはプロレス回帰の姿勢を打ち出してUWFの象徴であったカール・ゴッチとは一線を引き、ルー・テーズ、ビル・ロビンソン、ダニー・ホッジが最高顧問に就任、タッグマッチ（「ダブルバウト」と呼称）の採用が挙げられる。
しかし、後述のルールでもわかるように試合内容は従来のUWFスタイルを踏襲して「プロレスこそ最強の格闘技である」、「プロレスラーは現実に強くあらねばならない」との理念の元で本場のタイからムエタイ選手を招聘したりレスリングのコーチも雇うなど練習環境は格闘技を実践するためのものだった。それを裏付けるようにUインターの解散後は元所属選手の多くは総合格闘技のリングに上がっている。
外国人選手の招聘に関してはUWF時代の招聘ルートは藤原組、欧州出身格闘家はリングスが確保してブッキングが出来ないため、宮戸と面識があり、アメリカに在住している新日本プロレス所属であった元プロレスラーの笹崎伸司にブッキングを依頼していた。
この理念は昭和の新日本プロレスと共通する部分が大きい。実際にコンセプトを打ち出して舵を握っていた宮戸成夫はアントニオ猪木の大ファンであり高田延彦に往年の猪木と同様の絶対エースのポジションを与えて数々のマッチメイクを行った。以下のようなアングルは新日本の常套手段であった。
- トレバー・バービック戦 (1991年12月22日の両国国技館大会)

アントニオ猪木対モハメド・アリ戦と同様のプロレスラー対プロボクサーによる異種格闘技戦。当初はマイク・タイソンを対戦候補に挙げたが1990年2月11日の東京ドーム大会でタイソンがジェームス・ダグラスに敗退。そのダグラスもコンディションが整っておらずドン・キング経由でモハメド・アリに勝った戦歴のあるバービックと対戦契約を結んだ。試合は高田のローキック攻撃に耐えかねたバービックが1ラウンドで試合放棄。一説にはバービックには「ローキック無し」のルールを提示しておいて本番でいきなり、これを反故にしたとも言われるが、双葉社『俺たちのプロレスVol4』（2015年）のインタビューによれば、海外交渉担当者が契約でローキック禁止はなく、契約後、何度も「契約でもローキックはルール上あり」という内容を伝えたが、バービックは「その前にパンチで倒す。一発でも入れてきたらKOでなく殺す」と言ったと述べている。担当者いわく当時バービックは私生活が荒れていたこと、また海外の契約書は分厚く、生まれ育った環境が原因でバービックは字が読めない可能性もあり、そのため内容を深く理解しないまま試合に臨んだ可能性を語っている。
- 北尾光司戦 (1992年10月23日の日本武道館大会)

様々なプロレス団体を渡り歩き空拳道所属選手であった北尾との格闘技世界一決定戦。前哨戦として1992年年5月8日にUインター横浜アリーナ大会で山崎一夫が北尾に敗北して危機感を煽った。北尾が負けブックをどうしても飲まなかったため高田はリングで反故にして無警戒の北尾にハイキックを叩き込んでKO勝利。
取締役の鈴木健は高田対北尾戦は両者の間で打撃はシュートでOKという話で決まったと話している。
そして昭和の新日本と同様に常に他団体や他の格闘技に対して挑戦的な姿勢を取った。
- 高田延彦対蝶野正洋戦の実現に向けたUインターのフロント、ルー・テーズによる新日本の事務所に訪問

これに対して新日本は「どんな試合条件でも受ける」というUインターの発言を言質に取り、数億円の支払いと巌流島決戦を提示。交渉は決裂したが、Uインターがこの水面下での交渉内容をマスコミに公表したため、新日本から絶縁を表明される。
裏事情として、当時蝶野は首を負傷しており試合が困難な状態だったため、新日本の現場監督だった長州力が蝶野を守るためにあえて法外な条件を吹っかけ、交渉を破談に追い込む狙いだったことが明かされている。
- 安生洋二のヒクソン・グレイシーの道場破り事件

詳しくは「安生洋二#来歴」を参照。
- メジャー5団体のエースに参加を呼びかけた「1億円トーナメント」事件

1994年に現金1億円と当時のメジャー5団体のエース（橋本真也、三沢光晴、天龍源一郎、前田日明、船木誠勝）への招待状を用意して記者会見を開き「プロレスリング・ワールドトーナメント」の開催を突如発表。取締役の鈴木健が記者会見を行う当日に金融機関から1億円を借りて記者団の前でうず高く積まれた現金を見せ付け、その日のうちに返済。金利もきちんと支払ったという。余談だが現在鈴木が経営している飲食店の名「市屋苑（いちおくえん）」はこの出来事に因んでいる。
- 前田日明との舌戦

上述の「1億円トーナメント」は、招待状を送られた橋本、三沢、天龍、船木は返答を出すことはなく拒否したが、前田だけは唯一前向きな反応を示し、リングス対Uインターの対抗戦を逆提案したが、これに対して宮戸がリングスの参戦外国人選手を指して「どこの馬の骨ともわからない選手を参加させるわけにいかない」、「出てほしいのは前田のみ」といった反論を展開。前田も「お前（宮戸）こそどこの馬の骨だって話」などとやり返してマスコミを通じた舌戦に発展。さらには安生も前田に対して「UWFで終わった人間」、「200％勝てる」などと発言して最終的に前田に対して法的手段を執るまでに発展（詳しくは「前田日明との確執」を参照）。
これらの事件は支持を得ると同時にUインターへの反感も高め一連の出来事は1995年10月9日から始まった合同興行「激突!!新日本プロレス対UWFインターナショナル全面戦争」の起点となった。
Uインターの試合はBUSHIDO（ブシドー）の名で海外でテレビ放映されてジェフ・トンプソンが実況、テディ・ペルクが解説を務めた。1995年3月2日、イスラエルのプロモーターから招聘されてイスラエル大会を開催。日本ではTBSで中継していた。

## 解散の理由
- メガネスーパーの支援があったプロフェッショナルレスリング藤原組、WOWOWの支援があったリングスと違い大口のスポンサーや支援者がいなかったため、旗揚げ当初から資金面で問題があった。
- 来日外国人選手のファイトマネー高騰。
- 大きい試合会場での興行にこだわったための経費増大。
- 1995年7月、運営に情熱を失った高田延彦が参議院選挙にさわやか新党からの立候補したことによる長期離脱。
- 9月、コンセプトを打ち出して舵を握っていた宮戸成夫が退団。
- 1996年1月4日、安生洋二、高山善廣、山本健一によるエンターテイメント色の濃いユニット「ザ・ゴールデン・カップス」の結成。
- 5月27日、次世代のエースと期待された田村潔司の退団。
- 8月17日、プロレス史上初の真夏の昼間に神宮球場大会を開催するも高田に安生が痛恨の完敗を喫した。
- 10月8日、東京プロレス大阪府立体育会館大会で組まれた高田対アブドーラ・ザ・ブッチャー戦などによる方向性の迷走により「プロレスこそが最強」の理念が消失して従来の最強路線を支持していたファンの失望。
- 12月27日、後楽園ホール大会を最後に解散。

## UWFルール
第2次UWFで制定された所謂「UWFルール」を以下の様にマイナーチェンジ。減点制、ブリッジの高いスープレックスがポイント対象になるなどが最大の特徴。
- KO、ギブアップ、レフェリーストップ、ドクターストップなど以外にも持ち点がゼロになるとTKO負け。持ち点は以下の通り。
  - シングルバウト : 15ポイント
  - ダブルバウト : 21ポイント
  - シックスメンバウト : 30ポイント（設立当初は設定されず末期に実施された）
- 減点数
  - ダウン : 3ポイント
  - ロープエスケープ : 1ポイント（ダブルバウトで相手に技をかけられているときにコーナーの味方にタッチするとエスケープと同等とみなされる）
  - スープレックス（ハイブリッジに限る） : 1ポイント（Uインターの解散直前に廃止）
  - フォール : 5ポイント（Uインターの解散直前に採用された）
  - 反則 : レフェリー裁量
  - ダブルバウト、シックスメンバウトは通常のプロレスルールと異なり試合権を持つ者以外はリングに入ることが出来ない。

## タイトル
- プロレスリング世界ヘビー級王座

## 最終所属選手
- 高田延彦
- 安生洋二
- 佐野友飛（現：佐野巧真）
- 垣原賢人
- 金原弘光
- 高山善廣
- 桜庭和志
- 山本健一（現：山本喧一）
- 松井駿介（現：松井大二郎）
- 上山龍紀
- ボーウィー・チョーワイクン（スタンディングバウト）
- ゴーン・ユタチャイ（スタンディングバウト）

## 歴代所属選手
- 山崎一夫
- 宮戸成夫（現：宮戸優光）
- 中野龍雄（現：中野巽耀）
- 田村潔司
- 前田雅和
- 大江慎（スタンディングバウト）

## スタッフ

### レフェリー
- 和田良覚
- 清水清安

### リングアナウンサー
- 小野坂昌也
- 吉水孝宏

## 役員

### 代表取締役社長
- 高田伸彦

### 取締役
- 鈴木健

会社経営者でもあったことから経営面をサポートしていた。かつて高田のファンクラブを運営していた。解散後は事務所を改装する形で焼鳥屋「市屋苑」をオープン。
- 宮戸成夫

コンセプトを打ち出して舵を握っていた。
- 安生洋二

帰国子女で英語が堪能なことから外国人選手の招聘の責任を負っていた。

## 来日外国人選手
- アイアン・シーク
- キモ
- ゲーリー・オブライト
- サルマン・ハシミコフ
- ジェームズ・ストーン
- スーパー・ベイダー
- ダン・スバーン
- チャンプア・ゲッソンリット
- トレバー・バービック
- バッドニュース・アレン
- パトリック・スミス
- ビッグ・ジョン・テンタ
- ペーズ・ワットレー
- ボブ・バックランド
- レネ・ローゼ